# بوفالو کریگ (ویرجینیای غربی)
بوفالو کریگ (به انگلیسی: Buffalo Creek) یک منطقهٔ مسکونی در ایالات متحده آمریکا است که در شهرستان وین، ویرجینیای غربی واقع شده‌است. بوفالو کریگ ۱۶۷٫۰۳ متر بالاتر از سطح دریا واقع شده‌است.